# Pjatigorsk
Pjatigorsk (ryska: Пятиго́рск) är en kurort, den näst största staden i Stavropol kraj och huvudstaden i det Nordkaukasiska federala distriktet i Ryssland. Det är den enda staden i Ryssland som är huvudstad för ett federalt distrikt men inte för sitt federationssubjekt.
Kurorten inrättades 1831 och har varit kända för sina varma svavelkällor med hög radioaktivitet.

## Administrativt område
Pjatigorsk administrerar ytterligare två orter samt viss del landsbygd utanför själva centralorten. 
| Ort               | Folkmängd 9 oktober 2002 | Folkmängd 14 oktober 2010 | Folkmängd 1 januari 2015 |
| ----------------- | ------------------------ | ------------------------- | ------------------------ |
| Pjatigorsk        | 140 559                  | 142 511                   | 145 971                  |
| Gorjatjevodskij   | 34 456                   | 36 967                    | 36 761                   |
| Svobody           | 17 349                   | 18 042                    | 17 863                   |
| Landsbygd         | Se nedan                 | Se nedan                  | 13 477                   |
| Konstantinovskaja | 7 011                    | 8 623                     | Ingen uppgift            |
| Övrig landsbygd   | 4 996                    | 4 935                     | Ingen uppgift            |
| Summa             | 204 371                  | 211 078                   | 214 072                  |